# Gerhard Schnitger
Gerhard Schnitger  (* 3. September 1841 in Eversten, Oldenburg; † 25. Februar 1917 in Berlin) war ein deutscher Architekt. Er war Hofbaumeister von Oldenburg. Schnitger war auch in den Niederlanden tätig, vor allem in Groningen, wo er mehrere Jahre eine Niederlassung hatte. Drei von ihm entworfene Gebäude in dieser Stadt wurden als Nationaldenkmäler ausgewiesen.

## Leben und Werk
Schnitger machte von 1857 bis 1861 in Eversten eine Ausbildung zum Maurermeister. Anschließend studierte er an der Baugewerkschule in Holzminden (1861–1862, 1864) Architektur und sammelte praktische Erfahrungen auf diesem Gebiet bei einer Baufirma in Berlin (1863, 1865). 1866 arbeitete er im Atelier des Kieler Stadtbaumeisters Gustav Ludolf Martens (1818–1872). Zwei Jahre später ließ er sich als selbständiger Architekt in Oldenburg nieder. Schnitger wurde 1878 der Ehrentitel Hofbaumeister verliehen.
Seine Entwürfe zeichnen sich durch ihren spätklassizistischen Charakter aus, wobei Schnitger zur Historisierung des Palladianismus tendiert. Ein beträchtlicher Teil der von ihm entworfenen Gebäude besteht aus großen und stark in der Form variierenden freistehenden Villen, die zwar immer klassizistische Grundprinzipien wie harmonische Proportionen und monochrome Materialverwendung gemeinsam haben, sich aber auch durch ausgedehnte Fassaden und prunkvolle Details auszeichnen.
Schnitgers Hauptwerk ist sein 1881 fertiggestelltes Großherzogliches Hoftheater in Oldenburg, das bereits 1891 durch einen Brand zerstört wurde, aber zwei Jahre später fast unverändert wieder aufgebaut wurde. Dieses Gebäude machte ihn bekannt, was dazu führte, dass er auch andere Theateraufträge erhielt. Er erhielt die Bauleitung beim Bau der Groninger Stadsschouwburg (1883), die von Fritz van Gendt und Hugo Pieter Vogel entworfen wurde. Bereits 1881 hatte er in Groningen einen französisch anmutenden Palast am Hereplein für Bürgermeister Johan Æmilius Abraham van Panhuys und eine klassizistische Villa am Ubbo Emmiussingel für den Bankier Rhijnvis Feith errichtet. 1883 und 1884 unterhielt er in Groningen eine Filiale und baute auf dem Ubbo Emmiussingel eine neomanieristische Villa für den Bankier Carel Coenraad Geertsema und seinen Schwager, den Rechtsanwalt Willem Jan Quintus.
Schnitger erhielt auch Aufträge für den Umbau des Walhallatheaters in Berlin-Mitte (1888, im Zweiten Weltkrieg zerstört) und den Bau des Stadttheaters (später: Deutsches Theater) in Göttingen (1890). Beide Entwürfe orientierten sich weitgehend an dem seines Hoftheaters in Oldenburg.
1890 zog Schnitger nach Berlin-Wilmersdorf. Von da an, als er immer weniger Aufträge für Einfamilienhäuser erhielt, auch aufgrund steigender Baupreise, entwarf Schnitger vor allem Serien von Herrenhäusern im Dobbenviertel, einem Stadtteil von Oldenburg.

## Ehrung
In Oldenburg wurde die Gerhard-Schnitger-Straße nach ihm benannt.

## Werke (Auswahl)
- 1868: Wohn- und Geschäftshaus in Oldenburg, Achternstraße 56[1]
- 1876–1879: Naturkundemuseum Oldenburg[2]
- 1879–1881: Villa Klävemann in Oldenburg
- 1879–1881: Großherzogliches Hoftheater, Oldenburg
- 1881: Villa am Hereplein, Groningen[3]
- 1881: Villa am Ubbo Emmiussingel, Groningen[4]
- 1883: Doppelvilla (Schnitgerhuis) am Ubbo Emmiussingel, Groningen[5]
- 1883: Bauleitung der Stadsschouwburg, Groningen
- 1887: Büro der Oldenburger Feuerversicherung, Oldenburg
- 1887–1888: Umbau des Walhallatheaters, Berlin
- 1889–1890: Stadttheater, Göttingen

Werkbeispiele
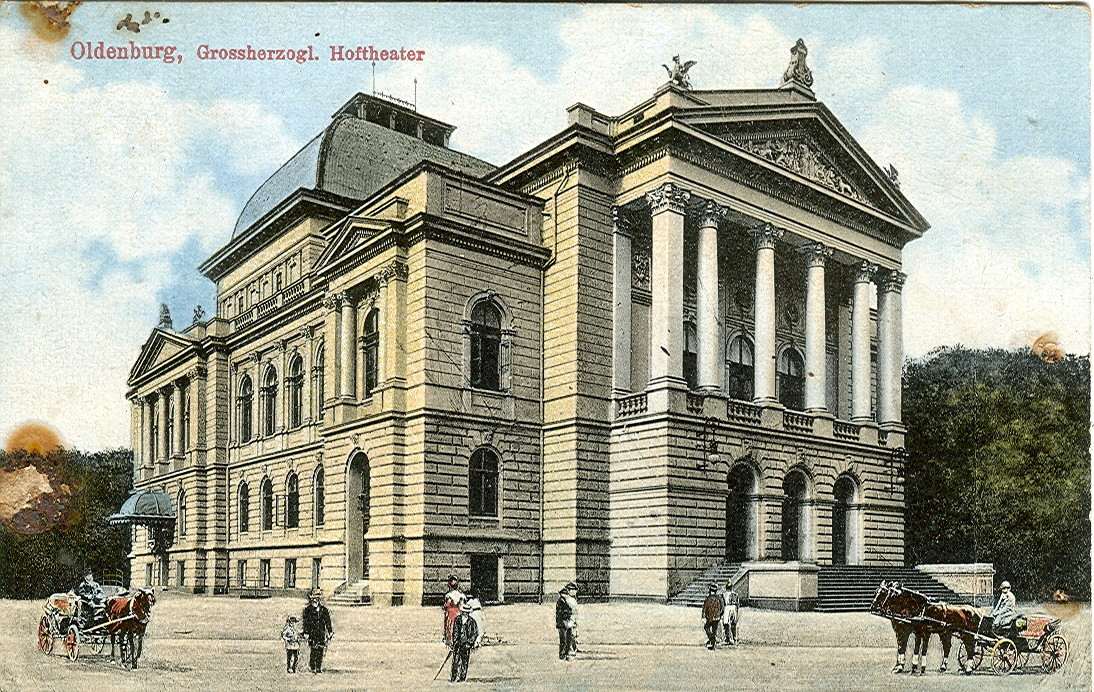
Hoftheater in Oldenburg, Ansichtskarte um 1914
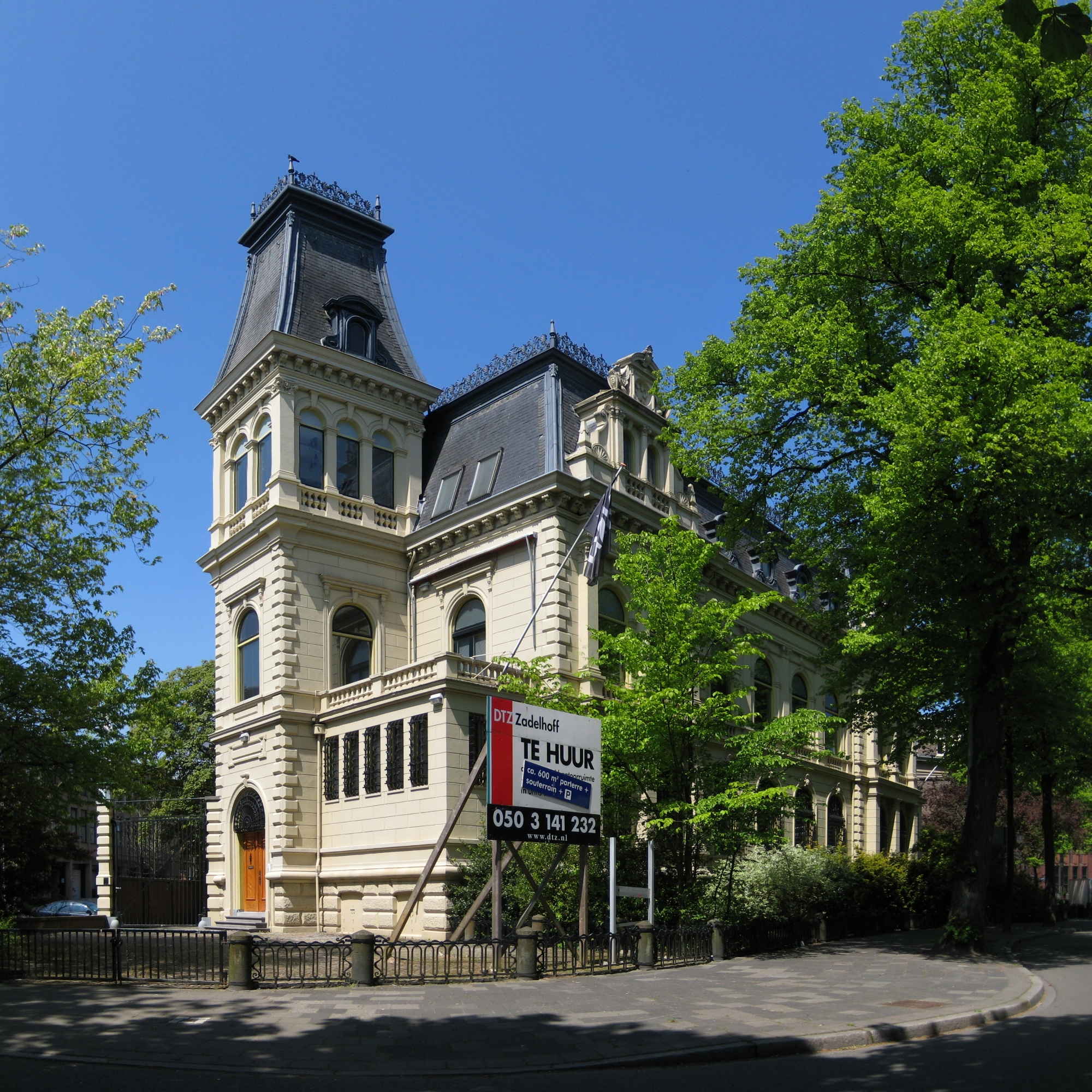
Villa am Hereplein, Groningen, 1881
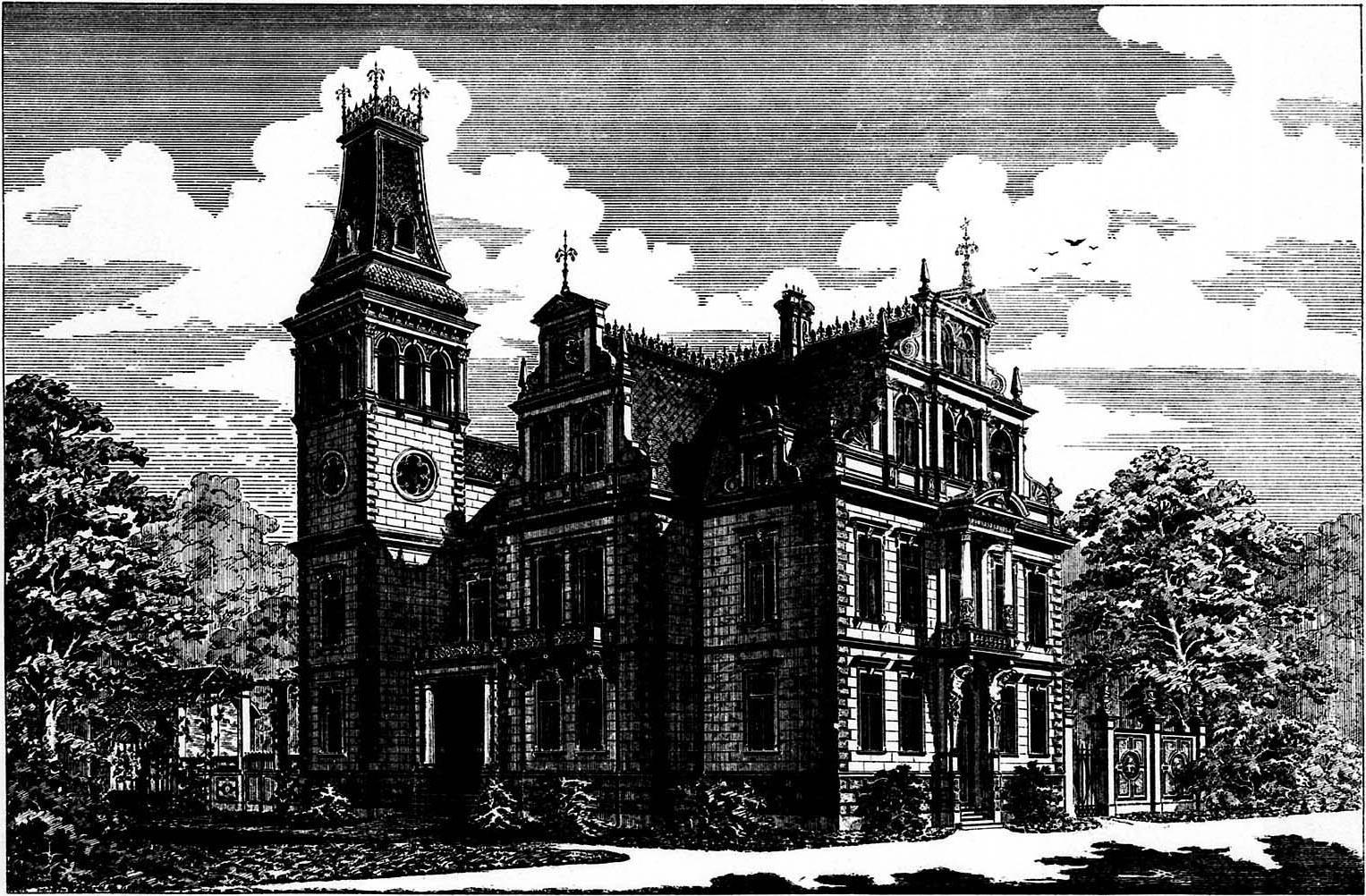
Villa in Oldenburg, 1883
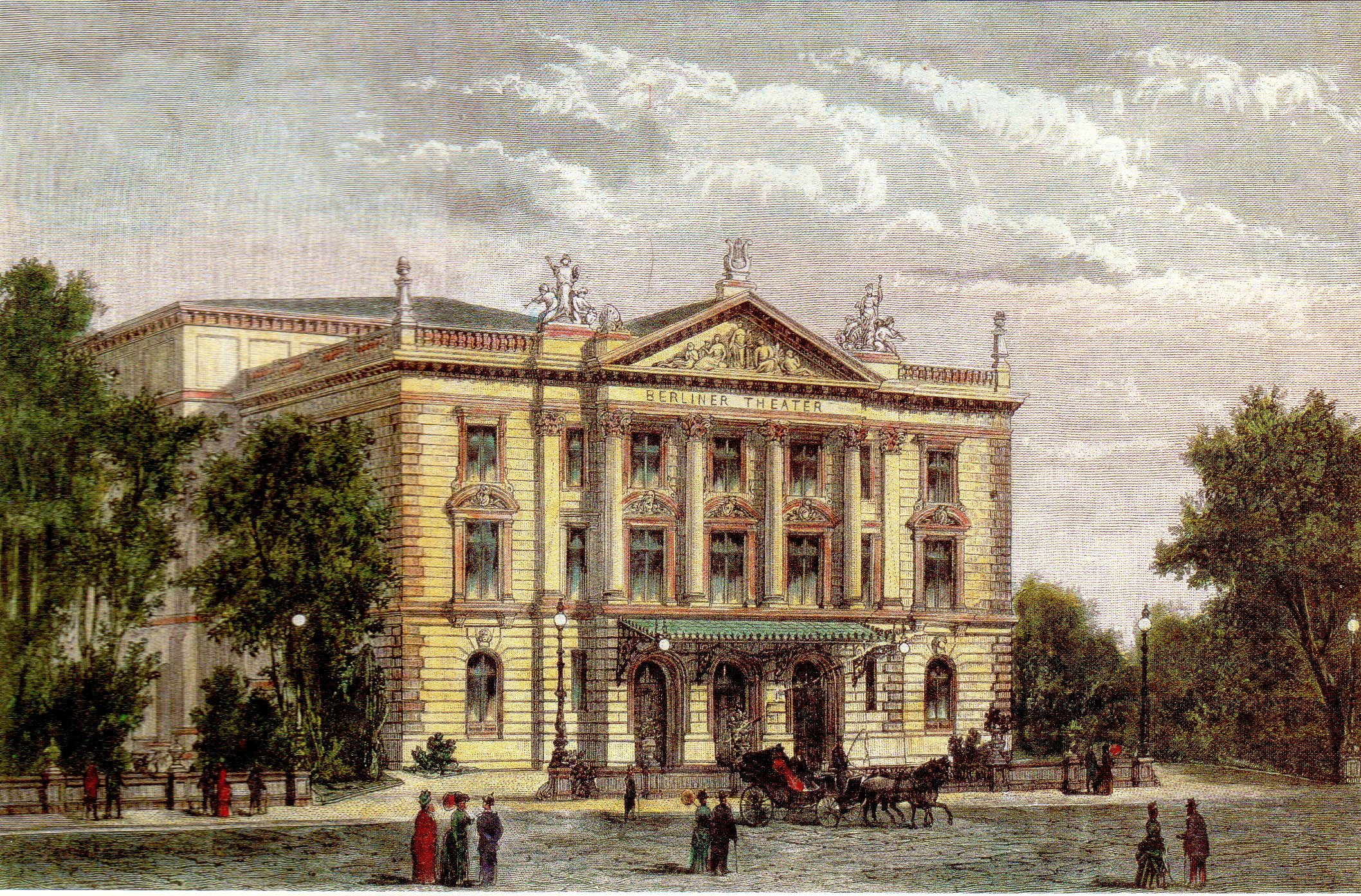
Berliner Theater, 1888
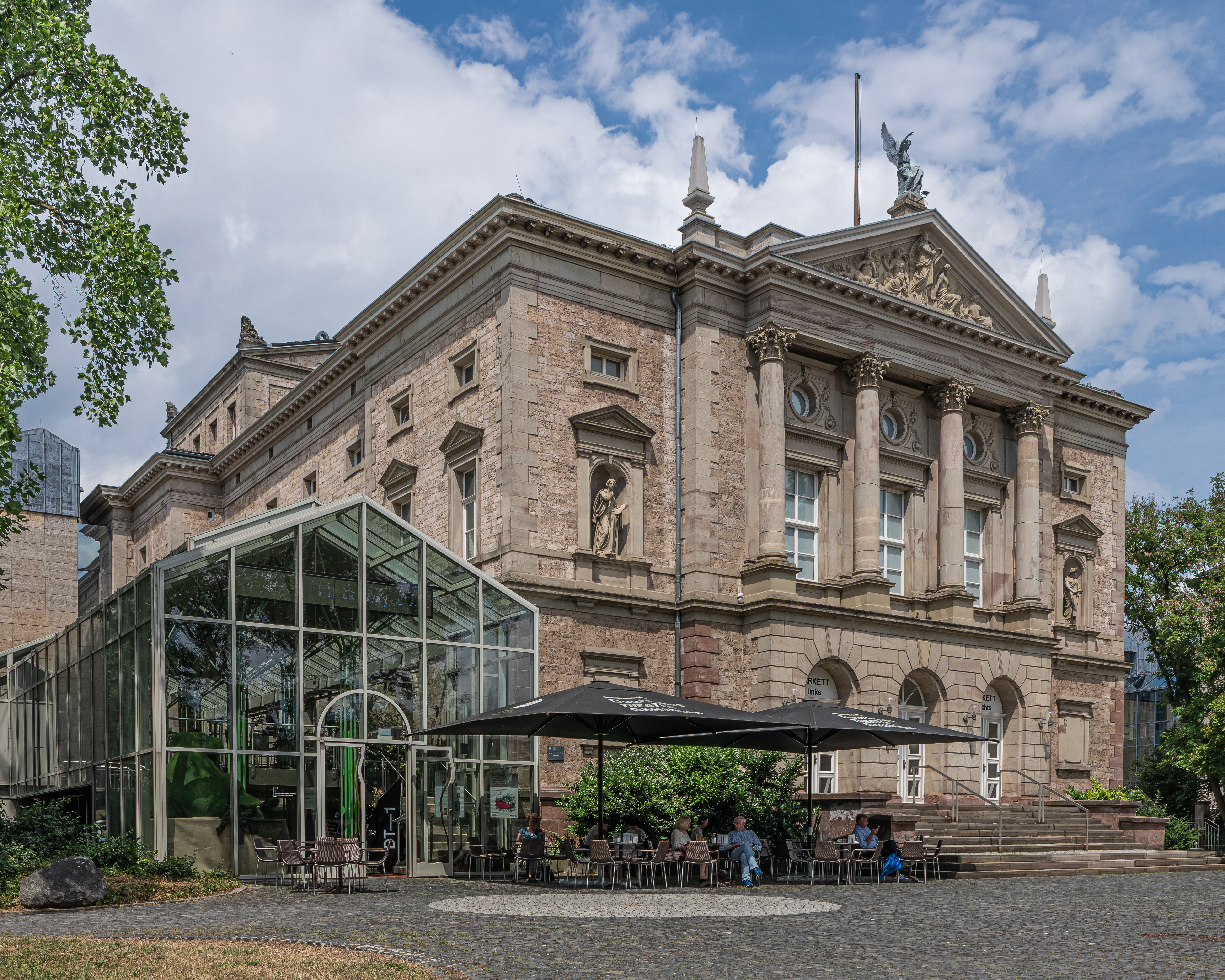
Stadttheater in Göttingen, 1890